# IC 3128/1
IC 3128/1 је спирална галаксија у сазвијежђу Дјевица која се налази на листи објеката дубоког неба у Индекс каталогу.
Деклинација објекта је + 11° 43' 53" а ректасцензија 12h 18m 41,9s. Привидна величина (магнитуда) објекта IC 3128 износи 14,2 а фотографска магнитуда 14,9. IC 31281 је још познат и под ознакама MCG 2-31-85, CGCG 69-139, CGCG 70-2, VCC 302, 8ZW 180, IRAS 12161+1200, PGC 39562.